# Ts Madison
Ts Madison (Miami, Florida; 22 de octubre de 1977), también conocida como Maddie, es una personalidad de la telerrealidad estadounidense, actriz, así como ex actriz pornográfica, y activista LGBT. Con el reality show The Ts Madison Experience, se convirtió en la primera mujer negra trans en protagonizar y producir ejecutivamente su propia serie de telerrealidad.

## Biografía
Madison saltó a la fama en 2013 después de hacerse viral tras la publicación de un clip de Vine titulado "New Weave 22 Inches". En el vídeo aparece exponiendo su cuerpo desnudo. Durante este tiempo, Madison estaba protagonizando películas para adultos y dirigiendo una exitosa compañía de producción.
En el podcast LGBTQ&A, Madison dijo que comenzó a hacer trabajo sexual después de ser despedida de varios trabajos por ser trans. "Estaba empeñada en no volver a estar arruinada en la vida. No tener que preocuparme por dónde voy a vivir, cómo voy a pagar mis facturas, porque venía de esa época en la que tenía que preocuparme de verdad. Y esto fue un lugar de seguridad para mí".
Después de convertirse en una sensación viral, Madison firmó un contrato de grabación y medios de comunicación con Pink Money Records en 2014 y lanzó su primer single Feeling My Fish poco después. En 2016, Madison lanzó su álbum debut, The New Supreme, y apareció con Ellis Miah y RuPaul en la canción Drop. En 2021, colaboró con Todrick Hall en la canción DICK THIS BIG.
Con World of Wonder, protagonizó dos series web, Wait a Minute y Lemme Pick You Up.
En 2015, publicó sus memorias, A Light Through the Shade: An Autobiography of a Queen.
Madison ha tenido papeles en la película Zola, y en comedia romántica de Netflix The Perfect Find. Janicza Bravo, la directora de Zola, dijo a The New York Times que descubrió a Madison a través de su vídeo viral de Vine, viéndolo "quizá 20 veces seguidas. Me obsesioné con ella". Madison apareció en Bros, "la primera comedia romántica gay de un gran estudio". Según The Hollywood Reporter, la película cuenta con un "histórico reparto principal totalmente LGBTQ".
Madison ha hecho múltiples apariciones como juez invitado en RuPaul's Drag Race. En 2019, Silky Nutmeg Ganache interpretó a Madison en el episodio "Snatch Game" de la temporada 11 de RuPaul's Drag Race y ganó el episodio.
En 2021, The Ts Madison Experience debutó en We TV, convirtiendo a Madison en la primera mujer trans negra en protagonizar su propio reality show. Madison también fue productora ejecutiva de la serie. En febrero de 2021, Madison compartió en un panel de Facebook sus experiencias y conocimientos sobre el borrado del amor trans negro. En 2022, WE tv anunció que The Ts Madison Experience había sido renovada para una segunda temporada.
La voz de Madison se samplea en la canción Cozy del álbum Renaissance de Beyoncé de 2022.

## Premios
Madison fue galardonada con el Premio a la Trayectoria en los Transgender Erotica Awards de 2016, organizados por Grooby Productions, y recibió una gran ovación. En 2019, fue galardonada en el Top 100 de personas LGBT influyentes de la revista Out. En 2022 ganó el Premio WOWIE al Mejor Momento Viral. En 2022, Madison y Dominique Morgan fueron elegidas como Grandes Mariscales del Desfile del Orgullo de Nueva York.